# Gelis texanus
Gelis texanus là một loài tò vò trong họ Ichneumonidae.